# La Plume et le Poignard
Albums de Sinik
Ballon d'Or
(2009) Immortel II
(2015)
La plume et le poignard est le cinquième album du rappeur français Sinik, sorti le 24 septembre 2012.

## Genèse de l'album
Prévu pour le 21 mai 2012, sa sortie est repoussée au 24 septembre. 3 extraits sont dévoilés, ainsi qu'un freestyle enregistré lors du tournage du clip Les 16 vérités. Le 24 septembre, l'album est disponible sur iTunes en pré-commande et est numéro 1 des ventes dès le premier jour.

## Contenu
Sinik revient à la base avec le flow qui l'avait fait connaître et des textes crus.
Dans une interview[Laquelle ?], Sinik avoue que son album Ballon d'or n'a pas eu le succès attendu et qu'il avait essayé d'évoluer mais ça n'avait pas fonctionné.
Le premier extrait, De A à Z, est dévoilé le 14 mars 2012 sur YouTube. Ce titre est présenté dans l'ordre alphabétique (comme son nom l'indique) où Sinik rappe essentiellement avec des mots en A, puis B, ainsi de suite, jusqu'à Z.
Le second extrait Légitime défonce est un featuring avec Alonzo des Psy4 De La Rime. Il est destiné à tous les fumeurs, surtout de cannabis.
Le troisième extrait, Les 16 vérités (feat. Médine) est également dévoilé le 20 août sur YouTube. Sur ce titre, Sinik et Médine se présentent tels qu'ils sont en dehors de la musique, de leurs textes. Ils parlent de leurs erreurs, leur passé, c'est une sorte d'auto-critique.
Le quatrième extrait est Anti-couronne dévoilé le 10 septembre sur la chaîne YouTube.
Le premier clip est Les 16 Vérités, avec Médine, sorti le 1er octobre sur YouTube.
Le second clip Pinocchio avec Kayna Samet est sorti le 13 novembre 2012 aussi sur la chaîne YouTube.
L'album est certifié disque d'or avec 50 000 exemplaires vendus du 22/10/12 au 01/12/12 ventes physiques et digitales confondues,.

## Liste des pistes
1. Brothers
2. Les 16 vérités feat. Médine
3. Anti-couronne
4. Légitime défonce feat. Alonzo
5. Pinocchio feat. Kayna Samet
6. Le jour & la nuit
7. Clash Part I feat. Dinos Punchlinovic
8. Wanted
9. Blanc bec feat. Leck
10. De A à Z
11. Sans compter
12. P4
13. Mr. Punchline
14. Clash Part II
15. Débrouillards feat. Jmi Sissoko
16. Slum Drogue Millionnaire
17. Chats noirs
18. Mr. Punchline (Remix) feat. Fababy
19. Le phœnix [Bonus iTunes]
20. Le loup blanc [Bonus iTunes]

## Clips
- 2012 : Les 16 vérités
- 2012 : Pinocchio
- 2012 : Anti-couronne